# Castillo de Frías
El castillo de Frías, oficialmente castillo de los duques de Frías y también llamado castillo de los Velasco, se encuentra en la localidad de Frías en el norte de la provincia de Burgos en Castilla y León (España).
Se ubica sobre el peñasco de La Muela, en torno al cual se desarrolla el entramado urbano de la ciudad de Frías. Desde su privilegiada situación controla el valle de Tobalina y el paso del río Ebro mediante el puente, también fortificado, que se sitúa a sus pies. Esta es una de las rutas principales que han unido, historialmente, la meseta castellana con la cornisa cantábrica.
Está considerado como uno de los castillos roqueros más espectaculares de Castilla. El conjunto actual está conformado una mezcla de construcciones de los siglos XII, XIII, XV y XVI.
Construido en mampostería bien conservado y con el interior exento de las construcciones auxiliares se dedica a usos turístico y para la realización de eventos lúdicos y deportivos. El castillo junto a la iglesia de San Vicente coronan el entramado urbano que circunda el cerro de La Muela y es son vértices referenciales de la silueta de la ciudad.
Está protegido por el Decreto 22 de abril de 1949 y por la Ley 16/1985 sobre el Patrimonio Histórico Español.

## Historia
La primera mención de la fortaleza de Frías data del año 867. Su origen está el papel de una fortaleza defensiva en un punto de alto valor estratégico en la lucha contra los musulmanes.
En 1201 se complementa con la construcción de la muralla y pasa a manos de la corona tras se entregado por los Armengol. El rey Alfonso VIII lo reforma dotándolo de nuevas defensas ya que pasa a ser una pieza importante en el control del territorio al sustituir en esas funciones al castillo de Petralata
En 1446 el castillo fue cedido a Pedro Fernández de Velasco y Solier, realizando este una importante labor de restauración. En 1450 el pueblo de Frías, gobernado hasta ese momento bajo el poder real, no aceptó de buen grado el sometimiento al nuevo señor. Tras un largo asedio, los vecinos debieron desistir. Los Reyes Católicos crean el Ducado de Frías para los Velasco en 1492. En la segunda mitad del siglo XV se adapta al uso de la artillería, con la apertura de cañoneras y troneras.
Su función militar cesó tras la Guerra de Independencia. En 1920 pasa a manos municipales que intentó subastarlo. Se destinó a lugar de esparcimiento de la población, en su patio de armas se realizaban diferentes juegos populares y eventos deportivos. Una vez restaurado se es uno de los elementos estrella de la oferta turística y cultural de la ciudad.

### Listado de los tenientes del Castillo de Frías

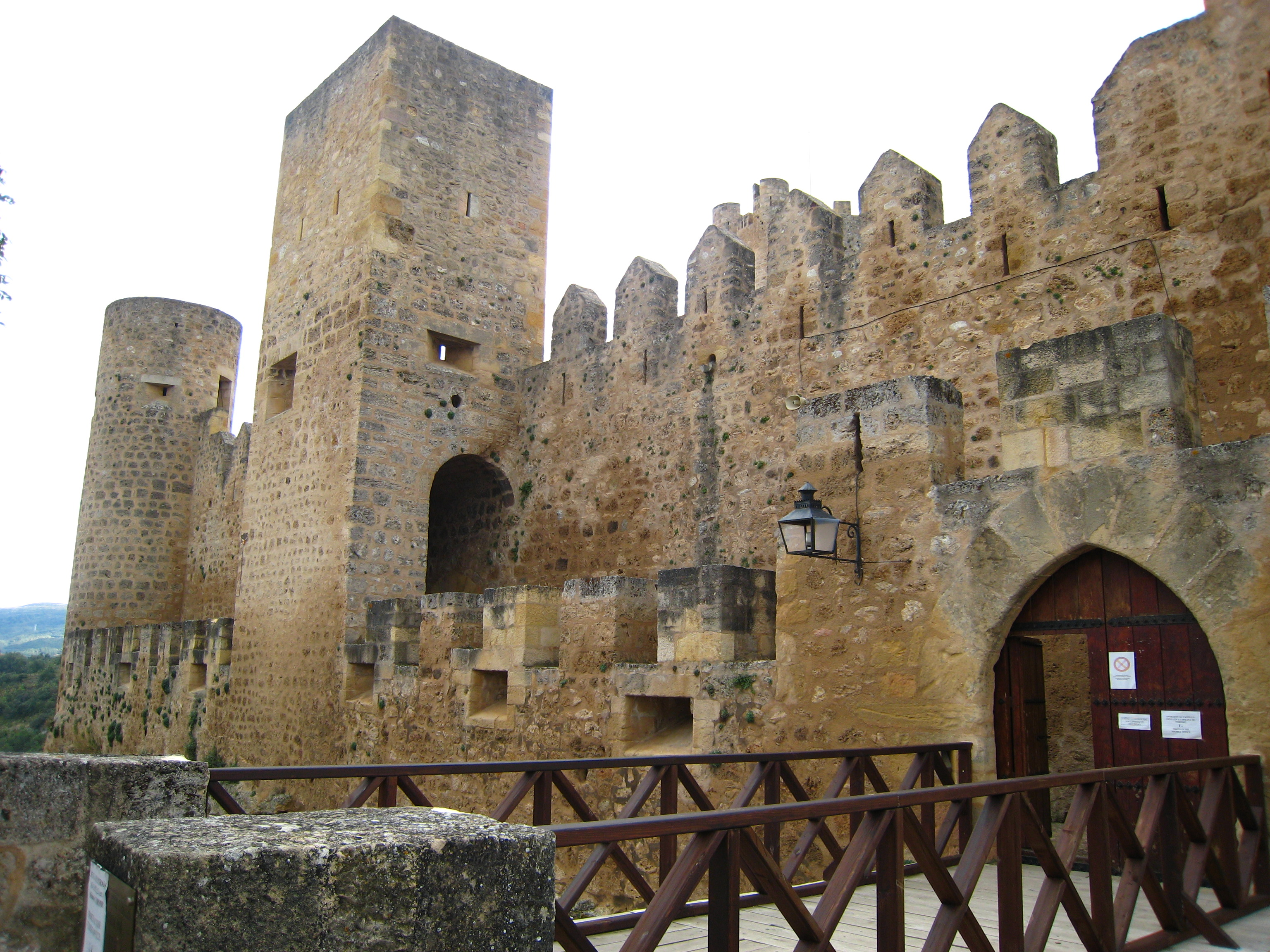
Acceso al castillo.

- 1201 : Alfonso VIII le cambia con Armengol.
- 1205 : Aluar Nunez tenente Fridas et Castella Uetula de manu regis.Et los de Ferrera tenente Frías de manu Aluar Nunez.
- 1420 : Los Zúñiga. Juan Alonso Bonifaz.
- 1446 : Sancho de Rojas.
- 1472 : Gonzalo Sánchez de Balado.
- 1491 : Sancho Sánchez de Alvarado.
- 1509 : Fernán Sánchez de Alvarado.
- 1545 : Garci López de Alvarado. Alonso Martínez Bonifaz.
- 1607 : Melchor Ruiz de Pereda.
- 1613 – 1616 : Juan Bonifaz. Agustín Ruiz de Villarán Gabriel Ruiz de Pereda. Beatriz de Miranda
- 1641 : Juan Bonifaz.
- 1655 : Fernando de Salazar y Velasco.
- 1669 : Diego Fernández de Manzanos.
- 1722 : Juan Francisco de Huidobro.
- 1752 : Nicolás Fernández de la Peña.[2]

## Descripción
Enriscado en el cerro de La Muela, sobre el paso del Ebro y la vía procedente de Vadillo, dominado la única entrada a la ciudad el castillo de Frías mantiene una curiosa característica, el conjunto de la torre del homenaje está ubicado en una roca separada del resto de la construcción con defensas y aljibe propios. Está roca ha tenido varios desprendimientos, hay al menos tres documentados, que han alterado su estructura.
A pie del conjunto del homenaje se ubica un recinto cuadrangular formado por altas murallas almenadas con un paseo de ronda y sendas torres redondas en los vértices exteriores. En el recinto estaba el patio de armas, bajo el cual hay un gran aljibe con un pozo central, y a los lados estaban los edificios destinados a residencia en el sur, se pueden observar aún los ventanales adornados por capiteles historiados, y para usos auxiliares (bodegas, almacenes, cuadras, etc.) al norte.
El acceso se realizaba mediante un puente levadizo que salvaba un foso excavado en la roca, tras él una antepuerta y en medio del muro la puerta protegida mediante los sistemas de defensa de torre puerta.

### Puerta de acceso
Tras el foso salvado mediante un puente levadizo nos encontramos con una antepuerta, de clara función defensiva, dando un acceso desenfilado y cobijado bajo la torre-puerta en la que hay una buhedera, en la que aún hoy en día es posible contemplar restos de vanos en forma de cañoneras, troneras y saeteras en los merlones. La puerta se refuerza con un alamud (la barra de hierro, de base cuadrangular, que servía de pasador para asegurar la puerta) y un rastrillo de acero o madera.
En la parte norte del patio de armas. bajo una pequeña torre, se abre una pequeña puerta de acceso al castillo. Esta puerta se podía utilizar como salida de emergencia.

### Patio de armas

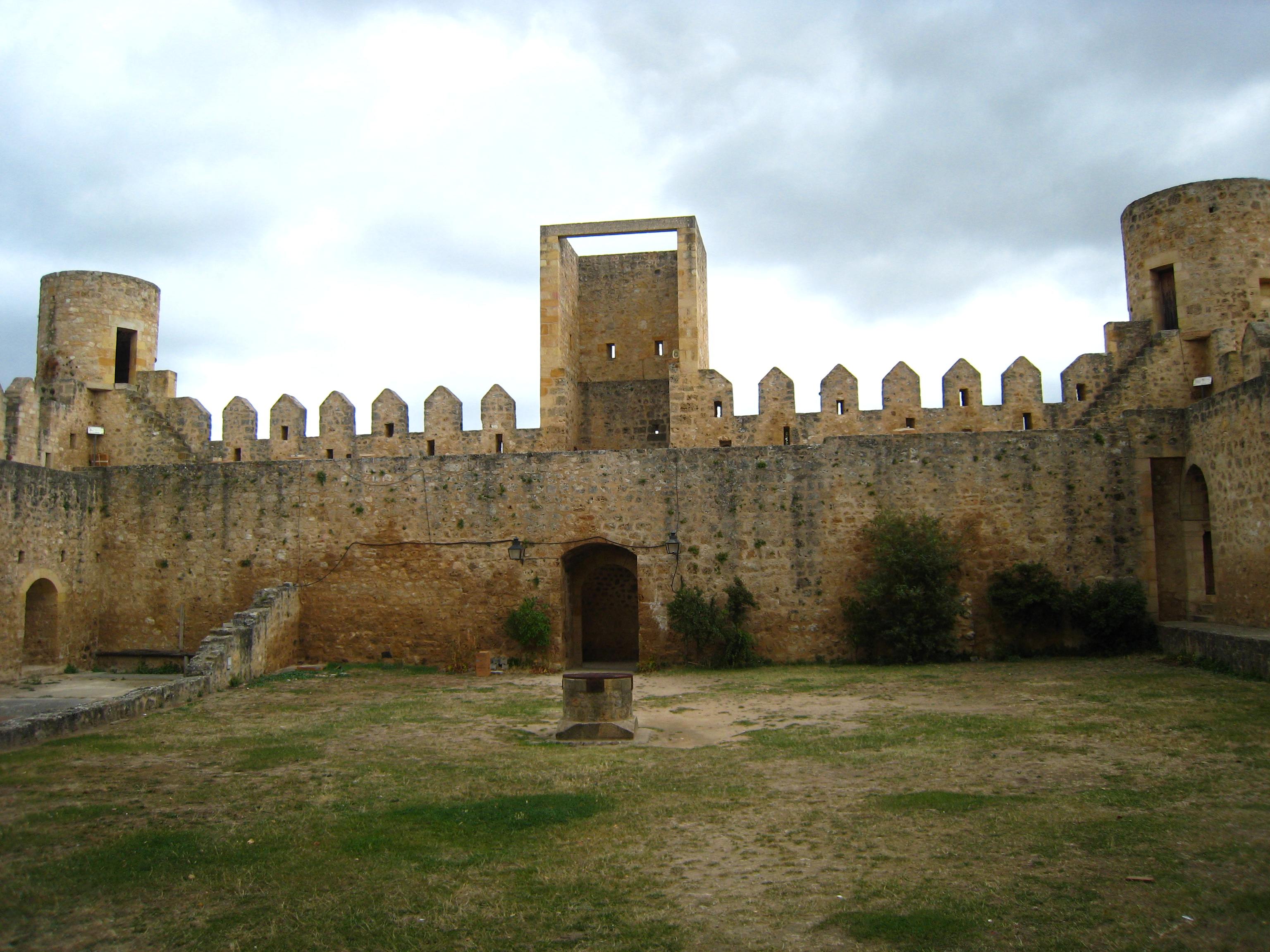
Patio de armas.

El recinto interior adopta la forma de un cuadrado, que en su origen estaría parcialmente cubierto, en su lado sur se ubicaban las estancias de los residentes y al norte las de servicios. En el centro se conserva un aljibe al que se accede con un pozo central. El acceso es por la parte este y al oeste se alza, sobre un peñón, la torre del homenaje.
El muro del lado sur conserva tres ventanales ajimezados adornados con capiteles románicos historiados datados entre finales del siglo XII y comienzos del siglo XIII. Estos capiteles están decorados con caballeros y figuras mitológicas. En detalle la decoración de los capiteles es:

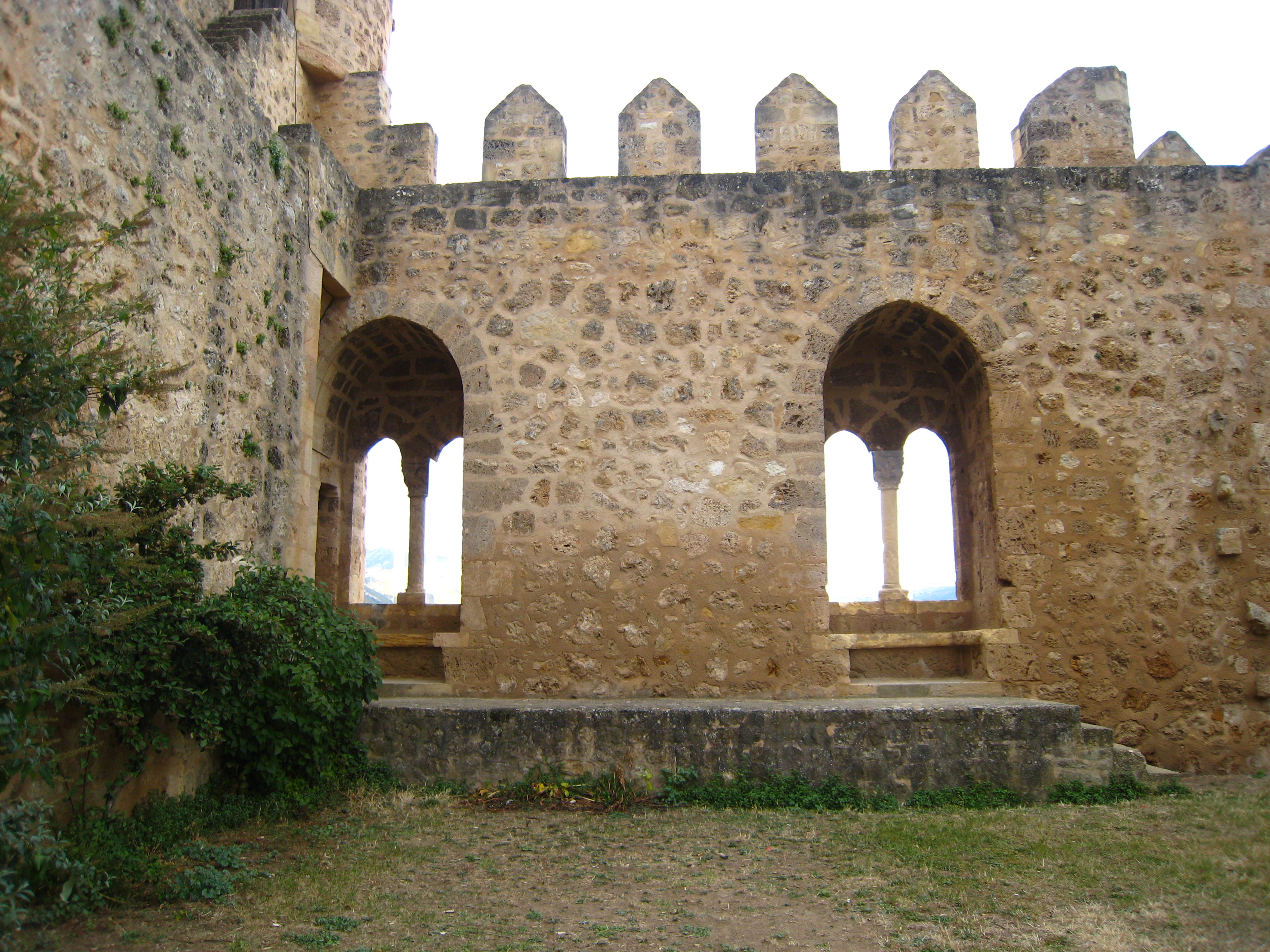
Ventanales con capiteles.

- Capitel 1, bajo un diseño geométrico se pueden observar cuatro arpías de complicado plumaje unidas por las alas y la cola sujetando en sus garras una serpiente.
- Capitel 2, sobre un fondo de hojas se ven tres jinetes con escudos y espadas o lanzas. En una de las caras hay una centaura dando de mamar a su cría. El fuste de esta columna está ornamentado.
- Capitel 3, se encuentran cuatro grifos.

### Torre del reloj
En la torre sur del muro de la fachada este, la que queda sobre el núcleo urbano, se ubicó sobre el siglo XVI o XVII un reloj con campana para el servicio de los ciudadanos. Actualmente el reloj que se nuestra en el interior de la torre corresponde al siglo XVII y el servicio, que se sigue prestando, se realiza con un reloj eléctrico. Esta torre de forma cilíndrica está situada en el extremo opuesto en relación con la torre del homenaje.

### Torre del homenaje

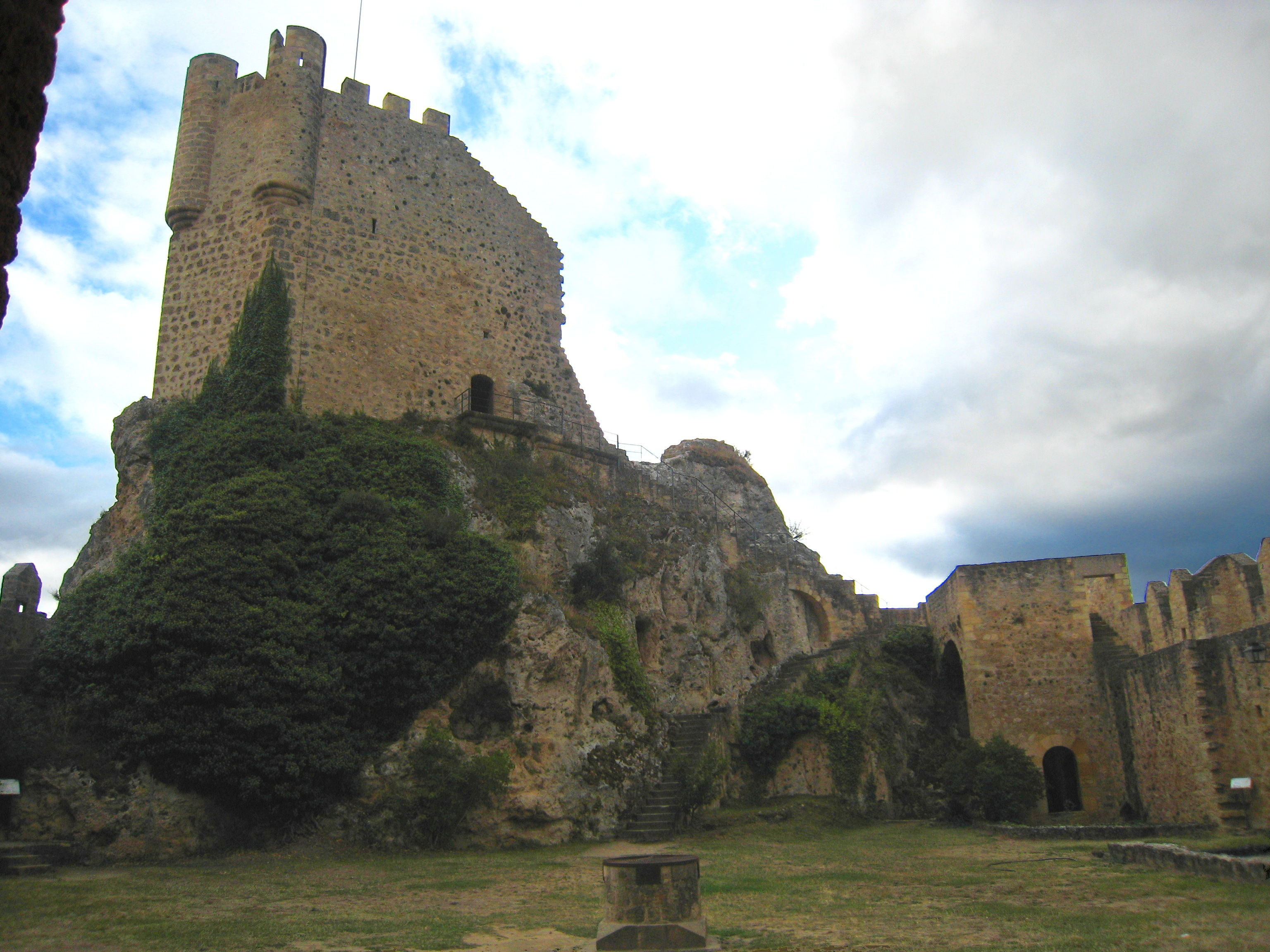
Torre del homenaje.

La torre del homenaje se eleva de forma independiente del resto de la construcción. Es de planta poligonal y está construida en mampostería. La torre se une al resto del castillo por una angosta escalera. Se conservan capiteles en columnas ajimezadas. Dentro de la torre hay un par de estancias abovedadas, y sobre ellas una terraza almenada con torrecillas sobre modillones en los ángulos del este. La parte superior está datada en el siglo XV mientras que la inferior es de los restos más antiguos de la fortaleza.
La torre del homenaje ha tenido tres caídas documentadas a lo largo de la historia. La última de ellas, acaecida en 1830 y con 30 víctimas mortales, tuvo que ver con la voladura de una de las puertas de las murallas de la ciudad por parte del ejército de Napoleón durante la guerra de la independencia.

### Sistema de defensa
El sistema defensivo que se acabó conformando se basaba en la separación de la fortaleza del núcleo urbano, único lugar por donde se le podía atacar con facilidad, y unos grandes muros almenados con el paso de ronda o adarve. En el adarve corre por los muros este, oeste y sur, se ubican las almenas en las que se han construido saeteras. En el siglo XV se realizó una modificación para la artillería construyendo cañoneras y troneras.
El foso, la antepuerta, el adarve almenado y la torre del homenaje separada y autónoma del resto del castillo constituían un eficaz sistema defensivo que complementaba a la muralla que rodeaba el cerro de La Muela, protegiendo y determinando los límites de la ciudad de Frías. En esta muralla se abrían tres puertas, la de Medina, la del Postigo y la de la Cadena o de la Villa, esta última fue destruida por las tropas napoleónicas durante la Guerra de la Independencia.